# 科羅佩茨 (特諾皮爾州)
48°56′19″N 25°10′46″E / 48.93861°N 25.17944°E

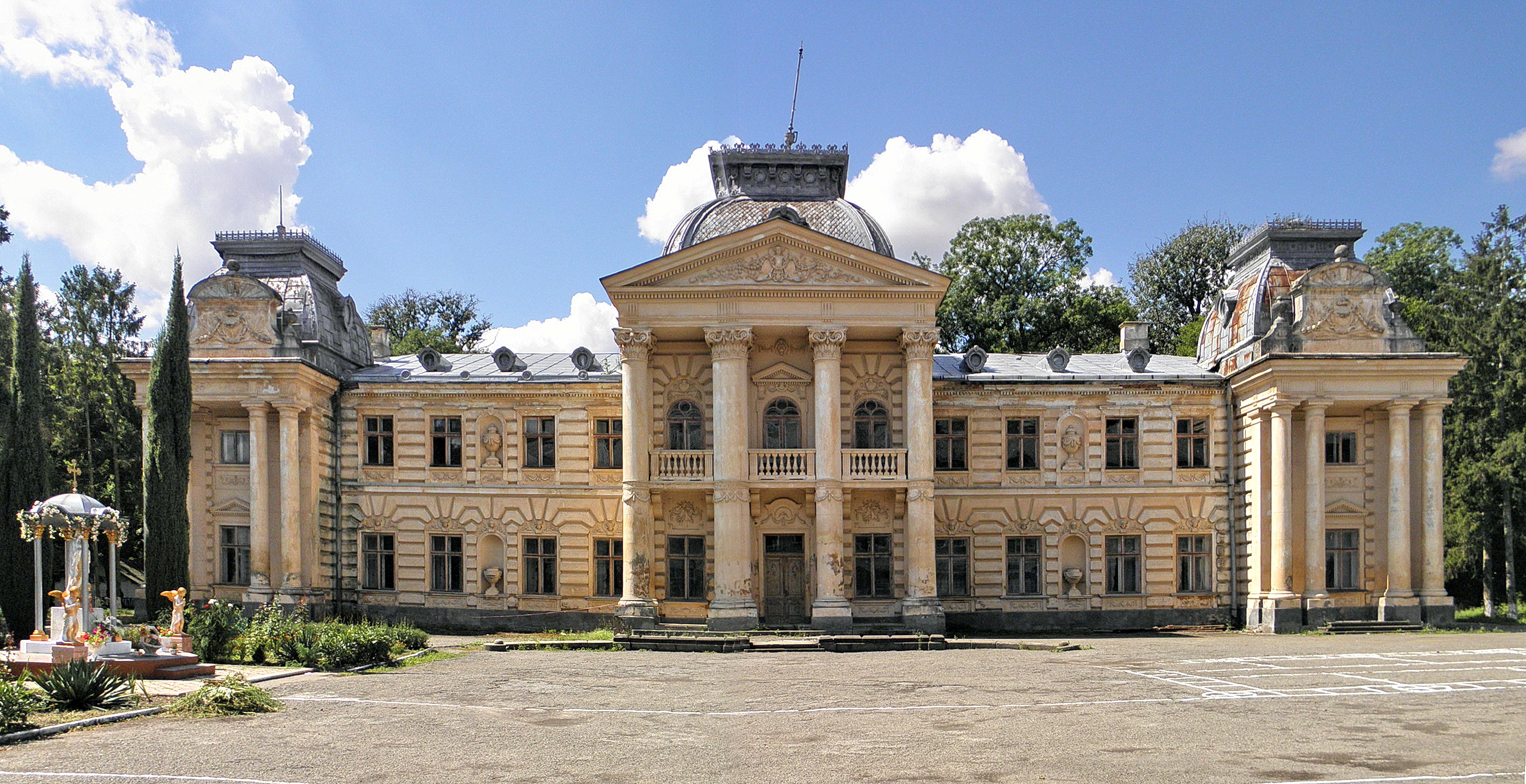
宫殿

科羅佩茨（羅馬化：Koropets）是烏克蘭西部捷爾諾波爾州喬爾特基夫區科罗佩茨市镇内的市級鎮及其行政中心。始建於1421年，面積8.61平方公里，海拔高度197米，2011年人口3,508，人口密度每平方公里407.43人。